# IT 8-bit
IT 8-bit е компютърен музей в град Мариупол, Украйна, разрушен по време на обсадата на Мариупол в рамките на нападението на Русия над Украйна през 2022 година, през втората половина на месец март. Музеят експонира над 120 образци на компютърните технологии и игрови конзоли от времето на Съветския съюз.
По оценките на основателя на музея, Дмитрий Черепанов, до около 1500 души годишно са го посещавали ежегодно от основаването му в началото на XXI век до 2020 година, когато заради пандемията от COVID-19 музеят затваря врати.